# Reimund
Reimund est un prénom masculin allemand apparenté au prénom Raymond et pouvant désigner :

## Prénom
- Reimund (en) (XIIe siècle), archidiacre anglais de Leicester
- Reimund Bieringer (en) (né en 1957), théologien et professeur allemand
- Alfons-Reimund Billmann (de) (né en 1944), homme politique allemand
- Reimund Dietzen (né en 1959), coureur cycliste allemand
- Reimund Gerhard (de) (né en 1952), physicien et professeur allemand
- Reimund Haas (de) (né en 1949), historien allemand
- Reimund Helms (de) (1956-2005), homme politique allemand
- Reimund Hess (de) (né en 1935), compositeur et musicologue allemand
- Reimund Kasper (de) (né en 1957), homme politique allemand de Brême
- Reimund Korupp (de) (1954-2013), violoncelliste allemand
- Reimund Kvideland (no) (1935-2006), professeur norvégien de folklore
- Reimund Langgaard (da) (né en 1977), homme politique féroïen
- Reimund Neugebauer (né en 1953), président allemand du Fraunhofer-Gesellschaft
- Reimund Pohl (de) (né en 1952), homme d'affaires allemand
- Reimund Rötter (fi) (né en 1964), agronome et modélisateur agricole allemand
- Reimund Schmidt-De Caluwe (de) (né en 1956), professeur de droit allemand
- Reimund Stadler (de) (1956-1998), chimiste allemand

## Référence
1. ↑  (fr) Reimund - name-doctor.com